# Cecil McMaster
Cecil McMaster (Cecil Charles McMaster; * 5. Juni 1895 in Port Elizabeth; † 11. September 1981 in Germiston) war ein südafrikanischer Geher.
Bei den Olympischen Spielen 1920 in Antwerpen wurde er jeweils Vierter im 3000-Meter- und im 10.000-Meter-Gehen.
1924 gewann er bei den Olympischen Spielen in Paris Bronze über 10.000 Meter Gehen.